# Protopterocallis fumipennellus
Protopterocallis fumipennellus är en insektsart som först beskrevs av Fitch 1855.  Protopterocallis fumipennellus ingår i släktet Protopterocallis och familjen långrörsbladlöss. Inga underarter finns listade i Catalogue of Life.